# José Tovar
José Tovar   (Càceres, 1982) és un esportista espanyol que va competir en triatló. Va guanyar una medalla de bronze en el Campionat Mundial per Relleus de 2007.

## Palmarès internacional
| Campionat Mundial per Relleus | Campionat Mundial per Relleus | Campionat Mundial per Relleus | Campionat Mundial per Relleus |
| Any                           | Lloc                          | Medalla                       | Prova                         |
| ----------------------------- | ----------------------------- | ----------------------------- | ----------------------------- |
| 2007                          | Tiszaújváros ( Hongria)       | 3                             | Relleus                       |